# David Jennings (Politiker)
David Jennings (* 1787 in Readington, Hunterdon County, New Jersey; † 1834 in Baltimore, Maryland) war ein US-amerikanischer Politiker. In den Jahren 1825 und 1826 vertrat er den Bundesstaat Ohio im US-Repräsentantenhaus.

## Werdegang
Weder das genaue Geburtsdatum noch das Sterbedatum von David Jennings sind überliefert. Er besuchte die öffentlichen Schulen seiner Heimat. Im Jahr 1812 zog er nach St. Clairsville in Ohio. Nach einem Jurastudium und seiner 1813 erfolgten Zulassung als Rechtsanwalt begann er dort in seinem neuen Beruf zu arbeiten. Zwischen 1815 und 1825 war er Staatsanwalt im Belmont County. Außerdem bekleidete er verschiedene lokale Ämter. Zwischen 1819 und 1824 saß er im Senat von Ohio. In den 1820er Jahren schloss er sich der Bewegung gegen den späteren Präsidenten Andrew Jackson an und wurde Mitglied der kurzlebigen National Republican Party. Er war ein Anhänger von Präsident John Quincy Adams.
Bei den Kongresswahlen des Jahres 1824 wurde Jennings im zehnten Wahlbezirk von Ohio in das US-Repräsentantenhaus in Washington, D.C. gewählt, wo er am 4. März 1825 die Nachfolge von John Patterson antrat. Dieses Mandat bekleidete er bis zu seinem Rücktritt am 25. Mai 1826. Nach seiner Zeit im US-Repräsentantenhaus ist David Jennings politisch nicht mehr in Erscheinung getreten. Er starb im Jahr 1834 in Baltimore.